# Adrien Clarke
(en) Statistiques sur pro-football-reference
Adrien Carlton Clarke (né le 26 mars 1981 à Cleveland) est un joueur américain de football américain. Il joue actuellement avec les Destroyers de Virginie.

## Carrière

### Université
Il entre à l'université d'État de l'Ohio où il joue pour les Buckeyes en football américain. Il va jouer 43 matchs comme titulaire avec Ohio State et sera même invité à jouer le Senior Bowl 2004.

### Professionnel
Adrien Clarke est sélectionné au septième tour du draft de la NFL de 2004 par les Eagles de Philadelphie au 227e choix. Le 15 juillet 2004, il signe un contrat de quatre ans avec Philadelphie. Il ne joue aucun match de sa saison de rookie à cause d'une blessure qui le met sur la touche durant toute la saison. Il revient pour la saison 2005 où il joue comme guard remplaçant. Il joue son premier match professionnel comme titulaire lors de la douzième journée pour remplacer Artis Hicks. Il joue le reste des matchs de la pré-saison comme titulaire. Le 29 août 2006, il est libéré par Philadelphie à cause d'une nouvelle blessure qui nescessite une intervention chirurgicale. Il joue la saison 2007 loin des terrains.
Le 22 janvier 2007, il signe avec les Jets de New York pour disputer le camp d'entraînement et réussit à prendre le poste de guard titulaire durant quatorze matchs de la saison 2007. Néanmoins, il n'est pas conservé dès la saison achevée et est libéré le 26 février 2008.
Le 16 mai 2008, Clarke signe avec les Ravens de Baltimore durant le camp d'entraînement de l'équipe. Il ne convainc pas ses entraîneurs et est libéré.
Clarke est drafté lors du sixième tour du draft de l'United Football League par les Tuskers de Floride au vingt-neuvième choix. Il est un des deux guard titulaire pour les Tuskers lors de cette saison 2010 et reste dans cette équipe la saison suivante, qui devient les Destroyers de Virginie et qui remporte le championnat.

## Palmarès
- Champion UFL 2011